# República Checa nos Jogos Olímpicos de Verão de 1996
República Checa participou dos Jogos Olímpicos de Verão de 1996 em Atlanta, Estados Unidos.